# Seznam děl Jana Blažeje Santiniho-Aichela
Seznam děl Jana Blažeje Santiniho-Aichela uvádí díla tohoto barokního architekta, která jsou archivně doložená či zdůvodněně připsaná, nedochovaná nebo nerealizovaná, a také díla, u nichž je jeho autorství sporné nebo vyloučené.

## Díla archivně doložená i zdůvodněně připsaná
Níže jsou vypsány stavby považované znalcem Santiniho díla, profesorem a historikem umění Mojmírem Horynou, za autorsky nesporná.
- Deštné v Orlických horách, Kostel svaté Máří Magdaleny, 1723, novostavba. Autorství nedoloženo, charakter stavby a korespondence svědčí pro jeho přiznání.
- Horní Bobrová, část obce Bobrová, kostel sv. Petra a Pavla, 1714–1722, přestavba. Autorství nedoloženo, vyplývá ze slohového rozboru.
- Horušice, bývalá rezidence sedleckého kláštera cisterciáků, kolem roku 1720, novostavba. Autorství není přímo doloženo. Kompozice výrazně odpovídá autorovu stylu.
- Hořiněves, zámek, po 1720 přestavba a přístavba. Autorství není doloženo. Příznačné santiniovské rysy směřují k jeho uznání.
- Hubenov, hospodářský dvůr s opatským zámečkem, 1728–1734, 1738, novostavba. Autorsky není doloženo, koncepce svědčí pro zahrnutí do jeho děl.
- Humpolec, farní kostel sv. Mikuláše, 1716, 1721–1722, oprava a přestavba. Autorství vyplývá ze slohového rozboru stavby.
- Hradec Králové, biskupská rezidence v Hradci Králové, 1715–1719, novostavba zadní části objektu. Autorství doloženo jen údaji z evidence výdajů, ale celá koncepce západního křídla dokládá Santiniho dílo.
- Hradec Králové, kaple sv. Klimenta, 1714–1717, novostavba. Autorství nedoloženo, vyplývá ze slohové argumentace.
- Chlumec nad Cidlinou, zámecká kaple Zvěstování P. Marie, asi po 1730, novostavba dle staršího projektu. Autorství nedoloženo, styl přes změny detailů je nesporně santinovský.
- Chlumec nad Cidlinou, zámek Karlova Koruna, 1721–1723, novostavba. Autorství doloženo záznamem z roku 1734.
- Chotouň, Kostel svatého Prokopa, 1708–10, novostavba. Autorství doloženo.
- Chrast u Chrudimi, kostel Nejsvětější Trojice, před 1717, dílčí úprava kněžiště. Autorství není doloženo, vyplývá ze slohového rozboru úprav.
- Chrašice, včleněno do města Chrast u Chrudimi, kostel sv. Martina, do 1720, přestavba a dostavba. Autorství není archivně doloženo, vyplývá ze slohového rozboru.
- Kalec, hospodářský dvůr s opatským zámečkem, do 1716, novostavba. Autorství není prameny doloženo, ale kompozice odpovídá jeho stylu.
- Kladruby u Stříbra, klášterní kostel Nanebevzetí Panny Marie, svatého Wolfganga a svatého Benedikta, 1711–1721, oprava a přestavba. Autorství je archivně doloženo. Velmi působivá barokní gotizace románské baziliky z chrámu vytvořila interiérově i exteriérově velmi pozoruhodnou stavbu.
- Kozojedy, kostel sv. Mikuláše, 1724–1727, přestavba a dostavba. Autorství není přímo doloženo. Styl zejména řešení průčelí kostela odpovídá autorově pozdní tvorbě.
- Křtiny (okres Blansko) poutní Chrám Jména Panny Marie a někdejšího premonstrátského proboštství, 1718–1750, novostavba s dílčími změnami. Autorství není archivně doloženo, všeobecně přijímáno pro celkovou koncepci. Křtinský areál je vynalézavým řešením v barokní architektuře i v oblasti krajinného urbanismu. Stavbu realizoval brněnský stavitel František Benedikt Klíčník.
- Lázně Bělohrad, zámek, 1720–1722, přestavba a dostavba. Autorství nedoloženo, po slohovém rozboru zahrnul v roce 1971 historik umění Viktor Kotrba.
- Mariánská Týnice, proboštství s poutním kostelem Zvěstování Panny Marie zvané dle uctívané sochy "Panny Marie od anděla pozdravené", 1710, 1720–1764, novostavba. Autorství nepřímo doloženo prameny. Architektura poutního areálu je symbolem uměleckého bohatství charakterizující období vrcholného baroka u nás.
- Mladé Bříště, kostel sv. Jana Křtitele, 1726, oprava. Autorství nedoloženo, ze slohového rozboru vyplývá, že východiskem oprav byl starší Santiniho návrh.
- Mladotice (okres Plzeň-sever), Kaple Jména Panny Marie, 1708–1710, novostavba. Autorství doloženo listinou nalezenou během rekonstrukce. Drobná architektura náleží k předním příkladům základních formálních rysů Santiniho architektury.
- Nadryby, výklenková kaple, do 1725, novostavba. Autorství není doloženo prameny, vyplývá ze slohového rozboru.
- Nebřeziny, rezidence kláštera v Plasech, Kondelův dům, do 1723, novostavba. Autorství není přímo doloženo. Zajímavé půdorysné i objemové formy nevelkého zámečku mají nepochybně santinovský charakter. Objekt byl barbarsky poničen novodobou adaptací, dnes slouží jako rodinný dům.
- Obyčtov, kostel Navštívení Panny Marie na půdorysu želvy, projekt do 1723, realizace 1730–1734. Autorství není přímo doloženo, vyplývá z architektonického tvaru stavby. Stavbu prováděl zřejmě Santiniho epigon stavitel František Witinhofer, který působil ve Žďáru nad Sázavou a okolí.
- Ostrov nad Oslavou, panská hospoda na půdorysu ve tvaru W a hospodářský dvůr, kolem roku 1720, novostavba. Autorství není přímo doloženo, neobvyklá konfigurace hlavní budovy odpovídá Santiniho projekčním výkonům.
- Ostrov u Stříbra (okres Tachov), kaple sv. Václava a sv. Vojtěcha, do 1728, novostavba. Autorství není archivně doloženo, vyplývá ze slohového charakteru stavby.
- Panenské Břežany, kaple sv. Anny, 1705–1707, novostavba. Autorství doloženo. Břežanská kaple je řazena mezi nejvýznamnější stavby celého evropského baroka.
- Plasy, konvent cisterciáckého kláštera, 1710–1740, novostavba. Autorství doloženo prameny. Rozsáhlé projektované stavební změny v areálu plaského kláštera představují přehled koncepcí v duchu vrcholně barokních architektonických principů. Na projektech a realizaci se podílelí téměř všichni významní architekti té doby u nás Jan Baptista Mathey, Jan Blažej Santini-Aichel a Kilián Ignác Dientzenhofer.
- Plasy, projekt klášterního kostela, konventu a urbanistického režimu celého areálu kláštera, do 1710, realizováno jenom částečně v letech 1710–1740. Autorství je doloženo. Santiniho koncepci řešení celého areálu kláštera podává plán uložený v klášterním archivu v rakouském Zwettlu.
- Pohled (okres Havlíčkův Brod), 1714, proboštství kláštera cisterciaček, Vallis S. Mariae "Údolí blahoslavené Panny Marie", 1710–1714, novostavba. Autorství doloženo.
- Bílá Hora (Praha), poutní areál P.Marie Vítězné, 1710–1714, dostavba a úprava stavby. Autorství nedoloženo, odpovídá charakteru Santiniho díla.
- Praha-Hradčany, Pražský hrad, Kapitulní děkanství, 1705–06, přestavba. Autorství doloženo. Průčelí je vzorovým charakteristickým projevem Santiniho stylu.
- Praha-Hradčany, Pražský hrad, katedrála sv. Víta, mramorová prolamovaná chórová mříž oddělující presbytář od hlavní lodi, 1716, realizoval Ondřej Kraner. Autorství není doloženo. Zdůvodněně připsal historik umění Viktor Kotrba.
- Praha-Malá Strana, Colloredovský (Schönbornský) palác (čp.365-III), přestavba. Autorství nedoloženo, kompozice uličního průčelí má Santiniho charakteristické rysy. Na vrcholně barokní přestavbě se v dřívější etapě projekčně podílel architekt Giovanni Battista Alliprandi.
- Praha-Malá Strana, Nerudova, Kolovratský (Thunovský) palác, (čp.213-III), (dnes sídlo Italského velvyslanectví), projekt 1706, výstavba 1716–21, novostavba. Autorství doloženo.
- Praha-Malá Strana, kostel P.Marie Božské Prozřetelnosti. 1703–1717, provádění stavby s dílčími změnami staršího projektu patrně architekta Jeana Baptiste Matheye. Autorství doloženo.
- Praha-Malá Strana, Morzinský palác, (čp.256-III), 1713–1714, přestavba. Autorství nedoloženo, zdůvodněně připsal v roce 1938 architekt a historik architektury Oldřich Stefan.
- Praha-Malá Strana, Valkounský dům, (čp.211-III), po 1705, přestavba. Autorsky nedoloženo, průčelí svědčí pro Santiniho návrh.
- Praha-Nové Město, Karlov, tzv. Svaté schody u Kostela Panny Marie a svatého Karla Velikého při klášteře augustiniánů, 1708–11, novostavba. Autorství nedoloženo, připsáno již v roce 1936, podpořeno analýzou v roce 1976 historikem umění Janem Mukem ml.
- Rajhrad, kostel Povýšení sv. Kříže, projekt kolem roku 1720, realizace 1765–1766, přestavba a částečná novostavba. Autorství nedoloženo, řada znaků prokazuje, že je zcela autentickým projevem Santiniho představivosti.
- Rajhrad, proboštský kostel sv. Petra a Pavla, 1722–1730, novostavba s výjimkou západního průčelí. Autorství doloženo.
- Rajhrad, projekt proboštství a konventu benediktinů, po 1721, návrh a částečná realizace. Autorství doloženo Santiniho vlastními půdorysy uloženými ve státní knihovně v Bamberku. Realizace František Benedikt Klíčník.
- Rychnov nad Kněžnou, kostel Nejsvětější Trojice, 1714–1715, novostavba průčelí kostela. Autorství nedoloženo, představa hlavní dominanty jako centrály je pro Santiniho charakteristická.
- Rychnov nad Kněžnou, zámecká jízdárna, do 1723, novostavba. Autorství nedoloženo, vyplývá ze slohového charakteru stavby.
- Rychnov nad Kněžnou, zámek, 1719–1724, přestavba a dostavba. Autorství není přímo archivně doloženo, vyplývá z osobitého a pro Santiniho typického řešení.
- Sadová, zámek, kolem roku 1728, dostavba a úprava zámku, přiléhajícího dvora a nedalekého kostela sv. Jana Křtitele. Autorství nedoloženo, vyplývá z dochovaných ilustrací a těsných vazeb na majitele zámku Jana Schaffgotsche a Santiniho podílu na přestavbě Schaffgotschského, dnes Kounického, paláce na Novém Městě.
- Sedlec u Kutné Hory, hřbitovní kostel Všech svatých, kolem roku 1710, oprava a úprava. Autorství nedoloženo, vyplývá ze slohového charakteru stavby.
- Sedlec u Kutné Hory, klášterní Kostel Nanebevzetí Panny Marie a svatého Jana Křtitele, 1703–1708, přestavba a náročná obnova středověkého chrámu. Autorství doloženo, stavba je první známou barokně-gotickou realizací na níž Santini plně rozvinul genialitu svého pojetí, které mu zajistilo další úkoly, jimiž ho doslova zahrnuli nejnáročnější stavebníci vrcholového baroka u nás.
- Skapce, bývalá rezidence kladrubských opatů, novostavba z roku 1718 resp. 1728. Autorství není archivně doloženo, dochované dokumenty svědčí pro pozdní Santiniho dílo. Užitková adaptace po roce 1960 významně negativně ovlivnila historickou a uměleckou hodnotu stavby.
- Slapy, kostel sv. Petra a Pavla, do 1716, přestavba. Autorství nedoloženo, vyplývá ze slohového charakteru stavby.
- Všehrdy, kostel sv. Prokopa, do 1732, přestavba a dostavba. Autorství nedoloženo, ač byla realizace téměř 10 let po autorově smrti, vyznačuje pozoruhodnou uměleckou propracovanost a Santiniho styl.
- Vyklantice, kostel sv. Jana Nepomuckého, projekt 1722, do 1727 realizace. Autorství nedoloženo, přes změny při realizaci je zcela zřetelná návaznost na Santiniho dispoziční typ a tvarosloví.
- Zbraslav, konvent cisterciáckého kláštera, 1700–1732, novostavba, provedeno částečně. Autorství doloženo. Podoba konventu dokládá, že Santiniho osobní charakteristické pojetí architektury bylo již v prvních dílech.
- Zvole (okres Žďár nad Sázavou), kostel sv. Václava, 1713–1717, přestavba a dílčí dostavba. Autorství nedoloženo, vyplývá ze slohového charakteru stavby. Kostel patří k nejpozoruhodnějším drobným Santiniho dílům.
- Žďár nad Sázavou
  - dolní hřbitov, 1709, novostavba. Autorství nedoloženo, vyplývá i přes pozdější úpravy ze slohového charakteru stavby.
  - hospodářský dvůr zvaný Lyra, před 1722, novostavba. Autorství nedoloženo, vyplývá z celkové koncepce areálu.
  - hřbitovní kostel Nejsvětější Trojice, kolem roku 1715, přístavba sakristie. Autorství nedoloženo, vyplývá ze stylu a podoby stavbičky.
  - konírny bývalé šlechtické akademie, do 1722, novostavba. Autorství nedoloženo, vyplývá ze slohového charakteru stavby.
  - poutní kostel sv. Jana Nepomuckého na Zelené hoře, komplex s ambity, bránami a kaplemi, 1719–1722, ambity dokončeny až po roce 1735, novostavba. Autorsky doloženo. V rámci děl Jana Blažeje Santiniho-Aichela představuje osobitě nejvyhraněnější realizaci a vyvrcholení Santiniho tvorby. Již v roce 1994 byl zapsán do seznamu světového kulturního dědictví UNESCO.
  - zámek, vzniklý přeměnou prelatury kláštera, vstupní křídlo a hlavní průčelí, 1722–1727 novostavba, částečně přestavěná. Autorství nedoloženo, vyplývá ze stylu a celkové podoby stavby.
  - úpravy klášterního kostela baziliky Nanebevzetí Panny Marie a svatého Mikuláše, po roce 1706, částečně přestavba interiéru. Autorství doloženo jen nepřímo, vyplývá z charakteristických santinovsky odvážných detailů přestavby.
  - studniční stavení konventu, asi kolem 1710. Autorství nedoloženo, vyplývá ze slohového charakteru detailů.
- Želiv, oprava a dostavba klášterního kostela Narození Panny Marie, 1714–1720. Autorství archivně doloženo.
- Želiv, oprava hřbitovního kostela sv. Petra a Pavla, do roku 1719. Autorství nedoloženo, vyplývá ze stylu, zejména řešení štítu západního průčelí stavby.
- 33 číslovaných autentických Santiniho plánů a výkresů uložených v českých a zahraničních archivech. Jejich seznam zpracovali historik umění Rostislav Švácha (české archivy) a historik architektury Dirk De Meyer (zahraniční archivy).

## Nedochovaná a nerealizovaná díla
- Klášter Dolní Ročov, v části obce Ročov, (okres Louny), věž klášterního kostela, kaple 14 svatých pomocníků a ambity na hřbitově, přestavba a novostavba 1715–1718. Autorství a dohled na stavbě plně doloženo. K odstranění staveb došlo při novostavbě klášterního kostela dle projektu Kiliána Ignáce Dientzenhofera.
- Heřmanův Městec, zámek, přestavba do 1724, autorství doloženo. Zachovány jen dobové kresby z roku 1741 uložené ve Strahovské knihovně.
- Hradec Králové, Slezské předměstí, kostel sv. Antonína Poustevníka, přestavba kolem 1719, Autorství je archivně doloženo. Kostel byl zbořen již v roce 1766 při přeměně města.
- Kladruby, u Stříbra, projekt konvetu kláštera benediktinů do 1723, neprovedený a nezachovaný návrh. Autorství není přímo doloženo, vyplývá ze Santiniho záznamu z roku 1716 o havarijním stavu objektu. Budova konventu byla v roce 1739 postavena dle návrhu Kiliána Ignáce Dientzenhofera.
- Lhotice, návrh přestavby rezidence želivského kláštera, 1714, patrně nerealizovaný projekt. Autorství doloženo. Z celé rezidence zachovány jen nepatrné zbytky, které nesvědčí pro Santiniho projekt.
- Měřín, kaple Nanebevstoupení Páně, novostavba 1721. Autorství nepřímo naznačeno prameny. Nedochovanou stavbu uvedl jako Santiniho dílo v roce 1968 historik umění Alois Plichta.
- Opočno, návrh úprav na zámku a plány pro další stavby na panství, 1720–1722 realizováno jen částečně. Autorství doloženo. Přes četné doklady o plánech a provedených stavbách nejsou dnes na uvedených místech zachovány žádné Santiniho stavby.
- Ostrovačice, přestavba kostela a rezidence rajhradských benediktinů, návrh přestavby 1718–1719. Autorství archivně doloženo. Realizace však byla provedena dle jiných plánů. Primitivnost provedení velmi odporuje použití Santiniho návrhu.
- Plasy, klášter, přestavba sýpky, do 1710, nerealizováno. Autorství doloženo. Dle Santiniho plánu z klášterního archivu v rakouském Zwettlu je uvažovaná přestavba sýpky. Severní polovina měla být zbořena, pootočena s posunutím a dostavbou v nové ose prelatury. K této přestavbě nikdy nedošlo.
- Praha-Nové Město, kostel sv. Petra a Pavla na Zderaze, při klášteře křižovníků, Strážců Božího hrobu, novostavba 1715–1721 , zbořen roku 1905. Autorství doloženo. Podoba zachována na kresbách i fotografií z doby těsně před zbořením.
- Praha-Staré Město, palác Hrabat z Lissau (čp. 935-I), po roce 1700 přestavba a částečná novostavba. Zbořeno roku 1896. Autorství doloženo. Podoba hlavního průčelí paláce je známa z několika historických zobrazení a fotografií stavby z doby těsně před stržením.
- Rozsochatec, projekt kaple Nejsvětější Trojice, plán novostavby 1714. Autorství doloženo. Realizace nebyla nikdy započata.
- Rychnov nad Kněžnou, kolej kláštera piaristů, 1714–1725 novostavba. Po požáru v roce 1918 stavba zbořena. Autorství není přímo doloženo, vyplývá ze slohového rozboru zachovaných dokumentů.
- Šintlochy u Čáslavi, kaple sv. Cyrila a Metoděje při rezidenci a dvoře žďárského kláštera cisterciáků, novostavba 1711. Autorství doloženo. Stavba nezachována.
- Veselíčko, hospodářský dvůr zvaný grangie sv. Václava, novostavba 1719–1723, nezachováno, některé stavby naznačují barokní původ. Autorství nedoloženo, vyplývá ze souvislosti s činností Santiniho pro žďárský klášter.
- Vojslavice, kostel Nanebevzetí P.Marie, 1714 nerealizovaný projekt, Autorství je archivně doloženo. Dnešní podoba kostela projektu neodpovídá.
- Žďár nad Sázavou-Klášter, hostinec "U tří hvězd" novostavba do roku 1722, nezachováno. Autorství přímo nedoloženo, vyplývá z rozboru kreseb, rytiny a detailům dostupných před poničením domu čp.28.
- Žďár nad Sázavou-Klášter, chudobinec, novostavba po 1722, zničeno. Autorství přímo nedoloženo, vyplývá z rozboru Mansfeldovi rytiny z roku 1734.

## Sporné nebo vyloučené autorství
V sedmdesátých letech dvacátého století v odborné literatuře přesáhl počet připsaných děl Santinimu dvě stovky staveb. Mnohé nedostatečně doložené jsou uváděny dodnes. Níže je uveden výčet těch, které neobstály zejména důkladnějšímu rozboru slohu.
- Běstvina, kaple sv. Jana Nepomuckého, realizováno po roce 1720.
 Mnohé prvky konstrukce a řešení jsou však zcela nesantiniovské. Nejspíše jde o dílo kutnohorského stavitele a architekta Jana Jakuba Voglera.
- Běstvina, farní kostel sv. Jana Křtitele, realizováno v roce 1726.
 Typ stavby je zcela cizí Santiniho architektuře.
- Běstvina, zámek, přestavba v 1. polovině 18. století.
 Je plně nahrazena klasicistní úpravou. Bez sebemenších písemných nebo výtvarných dokladů nelze připsat mezi Santiniho díla.
- Blansko, kostel sv. Jiří, přestavba v roce 1735.
 Tvarosloví fasády sice působí malebně, ale nemá žádný vztah k Santiniho projevu.
- Březín, místní část obce Nečtiny, kostel sv. Bartoloměje, 1722–1725 novostavba.
 Prameny dokládají autorství architekta Tomáše Haffeneckera.
- Cerekvice nad Bystřicí, kostel Zvěstování Panny Marie, novostavba 1718–1721.
 Stavba nemá žádné rysy příznačné pro Santiniho. Je možné autorství Kryštofa Dientzenhofera.
- Čelina, místní část obce Borotice, (okres Příbram), kaple sv. Jana Nepomuckého, 1727 novostavba.
 Neobvyklá architektura představuje pravděpodobně dílo konzervativního architekta ovlivněného Santinim.
- Damnov, místní část obce Bor, (okres Tachov), kostel sv. Martina, po 1730.
 Novostavba v celku i detailech odpovídá projevu architekta Kiliána Ignáce Dientzenhofera.
- Dobrá Voda u Nových Hradů, poutní kostel P. Marie Dobré rady, novostavba 1708–1715.
- Dobrá Voda u Nových Hradů, rezidence a fara, novostavba 1718 a 1719,
 rezidence je již zbořena.
 Autorství všech tří staveb v Dobré Vodě u Nových Hradů zdůvodněně odmítla historička umění Věra Naňková (Mixová) v roce 1976.
- Dolní Lukavice, zámek 1708–1710 1. etapa, 1724–1727 2. etapa výstavby.
- Dolní Lukavice, farní kostel sv. Petra a Pavla, 1722 úprava kněžiště a sakristie.
 Doloženým autorem všech projektů realizovaných v Dolních Lukavicích je architekt Jakub Auguston.
- Dymokury, kostel Zvěstování P. Marie, novostavba 1723–1725.
 Stavba je zhrublou dispoziční nápodobou Santiniho.
- Hadačka, zájezdní hostinec "Na Dyškance", 1756.
 Průčelí stavby vykazuje santiniovské motivy. Vzhledem k roku realizace jde asi o práci napodobitele Matěje Ondřeje Kondela, případně jeho syna Eugena.
- Hamerníky (resp. Hamrníky u Mariánských Lázní), zámeček, 1706–1708,
 Zdůvodněně odmítla historička umění Věra Naňková (Mixová) v roce 1976.
- Holohlavy, kostel sv. Jana Křtitele, po 1720.
 Zdůvodněně odmítla historička umění Věra Naňková (Mixová) v roce 1976.
- Hradec Králové, seminární kostel sv. Jana Nepomuckého, 1714–1721. 
 Stavba nemá žádné santiniovské rysy. Projektoval asi sám provádějící, stavitel Vojtěch Schneider.
- Hradec Králové, kanovnické domy čp. 48–52, od roku 1707.
 Přes pozoruhodné průčelí, konzervatismus architektury Santiniho autorství vylučuje.
- Hradec Králové, zadní křídlo jezuitské koleje, asi kolem 1710.
 Pravděpodobně dílo Santinim ovlivněného slabšího autora.
- Humpolec, děkanství, 1732.
 Velmi jednoduchá a konvenční architektura připsaná nepochybně omylem v roce 1988 historikem architektury Sergio Cerullim.
- Cheb, kostel sv. Kláry, 1708–1711.
 Shodu s řešením kaple v Panenských Břežanech vyvrátila historička umění Milada Vilímková v roce 1971, autorství právem připsala Kryštofu Dientzenhoferovi.
- Chlum Svaté Maří, kostel Nanebevzetí Panny Marie s proboštstvím českých křižovníků, 1687–1728.
 Na základě archiválií nalezených archivářem Hansem Zimmermannem autorství připsáno Kryštofu Dientzenhoferovi.
- Chrast u Chrudimi, děkanství, 1709–1710.
 Stavba nemá žádné rysy Santiniho architektury.
- Chrast u Chrudimi, zámek, 1709–1749.
 Santiniho možný návrh, ale jen západního křídla, pravděpodobně podstatně obměnil mladší architekt při pozdější úpravě. Připsání celé barokní podoby Santinimu je mylné a nedoložené.
- Chrudim, radnice, 1721.
 Stavba vykazuje dobrou znalost santiniovské architektury, obsahuje však mnohé odlišnosti. Může jít o dílo chrudimského měšťana, architekta Donata Morazziniho, který prováděl dle Santiniho projektu stavbu Poutního kostela sv. Jana Nepomuckého na Zelené hoře u Žďáru nad Sázavou.
- Chyše, klášterní kostel P. Marie, do 1730.
 Dílo velmi průměrné kvality nepochybně není Santiniho prací.
- Chyše, kostel sv. Kříže, 1697-1712, 1730-1732.
 Úpravu průčelí měl provádět Santini. Ta však průkazně proběhla až v letech 1730–1732. To vylučuje jeho autorství.
- Chyše, výklenková kaple, 1. pol. 18. století. Ničím nepodložené připsání.
- Chyše, zámek, 1708.
 Po odborném posouzení zachovaných detailů možných Santiniho práci, zdůvodněně odmítla historička umění Věra Naňková (Mixová) v roce 1976.
- Jaroměřice u Jevíčka, (okres Svitavy), poutní místo Kalvárie s kostelem Povýšení svatého Kříže, realizováno 1712–1714.
 Působivý areál i kostel jsou půdorysně velmi zajímavé. V provedení nejsou patrny santiniovské formy. Průčelí kostela je dílem architekta dobře poučeného Santiniho architekturou. Patrně jím byl architekt a stavitel František Benedikt Klíčník, který prováděl dle Santiniho projektů stavby ve Křtinách, Rajhradě a Jaroměřicích.
- Jaroměřice u Jevíčka, (okres Svitavy), rezidence, 1730–1731.
 Objekt je zajímavě komponován, vzdáleně připomínající Santiniho stavby. Jeho autorství však je vyloučené.
- Jesenec, farní kostel sv. Libora. 1709–1714.
 Stavba se podstatně vymyká charakteru Santiniho děl. Autorství jednoznačně odmítnuto historikem umění Mojmírem Horynou.
- Jesenec, rezidence, do 1710.
 Zbytky barokní podoby pod klasicistní přestavbou jsou dosti konzervativně orientované. Autorem byl zřejmě místní stavitel.
- Klášter Hradisko u Olomouce, kaple sv. Štěpána, 1730–1731.
 Zajímavá stavba připomínající u řešení oken Santiniho formy. Autorství přesvědčivě vyloučil historik umění Zdeněk Kudělka v roce 1989.
- Kopidlno, kostel svatého Jakuba Většího, 1704–1705.
 Mnohé detaily stavby sice Santiniho tvorbu připomínají, ale historička umění Jana Šmejkalová prokázala odlišnosti předloh a slohových východisek. Stavba si přesto zasluhuje pozornost pro slohovou významnost díla z počátku 18. století v Čechách.
- Kostelec nad Mží, kostel svatého Jiří, 1741–1744.
 Na stavbě je velmi patrné mechanické pojetí santiniovských předloh. Autorem byl, dle historika umění Mojmíra Horyny, zřejmě stavitel Matěj Ondřej Kondel.
- Kouřim, kaple Panny Marie Pomocné, 1724–1727.
 Stavba postrádá v celkovém působení santiniovský výraz, přesto, že na ní lze nalézt některé jeho motivy. Dle historičky umění Daniely Vokolkové je autorem architekt Filip Spannbrucker.
- Křenov, kostel svatého Jana Křtitele do roku 1729.
 Průměrná půvabná venkovská stavba připomíná u detailů velmi vzdáleně Santiniho tvorbu.
- Křinec, kaple svatého Jana Nepomuckého, 1712–1714.
 Charakter stavby svádí k připsání autorství Santinimu, ale mnohá řešení interiéru santiniovská nejsou, proto jeho přímé autorství je pochybné.
- Křižanov, zámecká kaple svaté Barbory, po 1727.
 Připsání autorství Janu Blažejí Santinimu–Aichelovi je vesměs odvozováno od jeho činnosti pro opata žďárského kláštera cisterciáků Václava Vejmluvu. Ten však získal od císaře povolení ke koupi křižanovského panství až několik let po Santiniho smrtí.
- Kutná Hora, dům "U anděla" (čp 273), 1715.
 Zajímavý měšťanský dům se santiniovskými rysy v průčelí. Kompozičně se od Santiniho děl odlišuje. Zřejmě jde o práci Jana Jakuba Voglera, který znal Santiniho projekty a podle nich i pracoval.
- Kynšperk nad Ohří, kostel Nanebevzetí Panny Marie, 1721-1727.
 Připsání autorství vyvrátila historička umění Věra Naňková (Mixová) v roce 1976.
- Lázně Bělohrad, kostel Všech svatých, kolem roku 1700.
 Stavba nevykazuje dle historika umění Mojmíra Horyny, žádné santiniovské prvky.
- Líšnice, kostel Všech svatých, po roce 1724.
 Ráz stavby není výrazně santiniovský, dle historičky umění Věry Naňkové (Mixové) z roku 1976 je možným autorem architekt František Maxmilian Kaňka.
- Lomec, kostel Jména Panny Marie, 1699-1704.
 Autorství Santiniho této architektonicky pozoruhodné stavby vyloučil již v roce 1974 historik umění Ivo Kořán.
- Maková hora, poutní kostel svatého Jana Křtitele a Panny Marie, 1719-1722.
 Působivě situovaná stavba v krajině se zajímavou architekturou je Santiniho tvorbě cizí. .
 Historik umění Zdenek Wirth v roce 1902 uvedl za autora architekta Antonia Giacoma Canevalla.
- Manětín, zámek, zajímavá přestavba po roce 1712.
 Je archivně prokázána jako dílo architekta Tomáše Haffeneckera.
- Manětín, kostel svatého Jana Křtitele, přestavba po roce 1712.
 Je též prokázána jako dílo architekta Tomáše Haffeneckera.
- Mnichovo Hradiště, zámek, novostavba realizována počátkem 18. století.
 Prokázána jako dílo architekta Marcantonia Canevalla.
- Mnichovo Hradiště, sala terrena, z roku 1709-1711.
 Je dílem architekta a stavitele Mikuláše Reimondiho.
- Mnichovo Hradiště, kaple sv. Anny při klášterním kostele kapucínů 1723-1726 .
 Je dílem kapucinského řádového stavitele Jana Vyškovského.
- Mnichovo Hradiště, kostel svatého Jakuba Většího z roku 1726-1727.
 Je dílem architekta a stavitele Mikuláše Reimondiho.
- Moravská Třebová, Kalvárie – architektonický rámec sousoší z roku 1730.
 Zařazení mezi díla Santiniho je nedoloženým omylem.
- Neděliště, zámek asi z roku 1720.
 Vykazuje santiniovské motivy a prvky, přesto nízká kvalita a mělké klenby v přízemí hlavní budovy odpovídají typově spíše pozdějším stavbám napodobitelů Santiniho.
- Netín, kostel Nanebevzetí Panny Marie, obnova a přestavba 1739–1741.
 Přes pozoruhodnou klenbu lodi je zde patrné kopírování Santiniho. Autorství směřuje nejspíše na architekta a stavitele Františka Benedikta Klíčníka, zasvěceného do Santiniho tvorby.
- Nová Paka, kostel Nanebevzetí Panny Marie, novostavba 1709–1724.
 Stavba se vyznačuje mnoha odlišnostmi od santiniovské tvorby. Dle historičky umění Věry Naňkové (Mixové) je autorem buď Kryštof Dientzenhofer, nebo některý jeho následovník.
- Nové Dvory u Kutné Hory, kostel svaté Anny a dominikánská rezidence, novostavba 1696–1724.
 Pozoruhodný komplex, který byl označen za návrh architekta a malíře Jeana Batisty Matheye, zdůvodněně odmítla historička umění Věra Naňková (Mixová).
- Nové Hrady v jižních Čechách, přestavba rezidence do roku 1718.
 Umělecky jasně nesantiniovské.
- Nové Hrady v jižních Čechách, přístavba skleníku u zámku z roku 1715.
 Postrádá prvky Santiniho tvorby.
- Nové Mitrovice, kostel svatého Jana Nepomuckého, novostavba 1722–1726.
 Byl-li na počátku Santiniho návrh, tak byl při provádění značně zjednodušen až pokažen. Autorem s velkou pravděpodobností byl zřejmě stavitel Matěj Ondřej Kondel.
- Obora, kostel svatého Michala, oprava a dílčí přístavba do roku 1710.
 Santini v té době sice již pracoval pro plaský klášter, ale na stavbě není nic santiniovského. Pravděpodobně se jedná o práci místního stavitele.
- Obořiště, kostel svatého Josefa, novostavba 1702-1711. 
 Koncepce stavby je velice zajímavá, pro zjevné ovlivnění architekturou Guarina Guariniho i v detailech. Zatím ani všeobecně přiznávané autorství Kryštofovi Dientzenhoferovi není plně prokázáno. O Santiniho autorství se nepochybně oprávněně již v odborné literatuře neuvažuje.
- Olomouc, kaple svaté Anny na Svatém Kopečku, stavba po roce 1726.
 V době stavby kaple byla podobná řešení u oken už všeobecně používaná. Jiné santiniovské prvky na stavbě nejsou.
- Osek, plán na stavbu západního křídla konventu kláštera asi z roku 1704.
 Přípis na rubu výkresu fasády směřující na autorství Santiniho byl doplněn prokazatelně až v 19. století. Návrh je prací Octavia Broggia.
- Ostrovačice, přestavba kostela a rezidence rajhradských benediktinů z let 1718 až 1719.
 Zajímavosti je, že ač provedení stavby velmi odporuje santiniovskému pojetí, je jeho podíl archivně doložen. Vysvětlení podala historička umění Jana Šmejkalová nálezem původních plánů, dle nichž byla stavba uskutečněna. Plány podepsal zednický mistr Matyáš Jednuška z Krumlova. Santiniho účast byla asi okrajová a konzultačního charakteru.
- Ostružno, kaple Nejsvětější Trojice, stavba kolem roku 1720.
 Velmi půvabná stavba vkusně zasazená do lesního zákoutí. Jedná se o velmi jednoduchou koncepci bez santiniovských prvků.
- Pivín, kostel svatého Jiří, novostavba 1712–1716.
 Koncepce, podoba ani jiné prvky nenasvědčují, že jde o stavbu Santiniho. Dle historika umění Mojmíra Horyny jde o mylné připsání.
- Plasy, prelatura kláštera, realizováno asi kolem roku 1720. 
 V Santiniho plánu celého areálu kláštera v Plasech je prelatura uvedena jako dostavěná. Santiniho pokus o její přestavbu pro dosažení osové návaznosti objektů v rámci koncepce řešení celého areálu kláštera nebyl realizován.
- Plasy, hospodářský dvůr kláštera, realizováno asi kolem roku 1720. 
 Santiniho plán, který je v rakouském klášterním archivu ve Zwettlu, se vůbec netýká hospodářských budov ve velkém dvoře i severní části kláštera.
- Pohled, kaple svaté Anny, novostavba z roku 1761. 
 Santiniho stavba kaple svaté Anny v Panenských Břežanech byla pro tuto stavbu zajímavou inspiraci, realizovanou schopným a tvůrčím lokálním stavitelem. Mnohé užité motivy však odpovídají pozdějšímu slohu. Domněnku, že zde byl použit starší Santiniho plán vylučuje fakt, že předtím ještě za jeho života byla postavena malá kaplička bez jeho plánu.
- Praha–Břevnov, benediktinský klášter s kostelem svaté Markéty, novostavba 1708–1721. 
 Historička umění Vilímková Milada archivním nálezem z roku 1974 určila jednoznačně za autora celého komplexu Kryštofa Dientzenhofera.
- Praha–Hradčany, Šternberský palác, čp. 57–IV, novostavba do roku 1708.
 Domněnku, že Santini se podílel na stavbě jako konzultant architekta Giovanni Baptisty Alliprandiho, vyvrátil podrobný průzkum.
- Praha–Hradčany, Loreta, čelní budova poutního areálu, novostavba 1721–1724.
 Archivní výzkumy doložily autorství Kryštofa Dientzenhofera.
- Praha–Malá Strana, kostel svatého Mikuláše, novostavba 1703–1711.
 Nové podrobné archivní výzkumy doložily autorství Kryštofa Dientzenhofera.
- Praha–Malá Strana, Věžníkovský palác, čp 184–III, přestavba před rokem 1718.
 Provedení odpovídá dobovým formám pražské architektury a vylučuje Santiniho autorství.
- Praha–Malá Strana, Vratislavský palác, čp 366–III, úpravy kolem roku 1715. 
 Pro autorství Santiniho není dostatek důkazů.
- Praha–Malá Strana, Trauttmannsdorfský (Ledeburský) palác, čp. 162–III, kompozice zahrady do roku 1727. 
 Palácová zahrada se zajímavou salou terrenou je oprávněně odmítnuta historikem umění Mojmírem Horynou jako práce Santiniho.
- Praha–Malá Strana, dům "U Matyáše krále", čp 58–III, přestavba před rokem 1725. 
 Pro celkové konvenční řešení a výskyt nesantiniovských prvků je Santiniho autorství vyloučeno.
- Praha–Malá Strana, dům "U černého mouřenína", čp 282–III, přestavba před rokem 1721.
 Jednoduchá stavba s několika santiniovskými motivy v průčelí, celek nesvědčí pro autorství Santiniho.
- Praha–Malá Strana, dům "U tří červených srdcí", čp.278-III, přístavba před rokem 1723. 
 Přes zajímavé honosné nové průčelí a řešení fasády připomínající architekturu Santiniho nelze celek zařadit mezi nesporná jeho díla.
- Praha–Malá Strana, dům "U černého orla", čp.279-III, přestavba po roce 1700. 
 U řešení fasády lze nalézt prvky inspirované Santinim, ale detaily fasády neodpovídají jeho projevu.
- Praha–Malá Strana, dům "U Ježíška", čp. 303-III, novostavba paláce před rokem 1705.
 Půvabné čelní křídlo do ulice si jistě zasluhuje pozornost, ale nemá žádné santiniovské rysy.
- Praha–Nové Město, kostel svaté Voršily, novostavba 1699–1704, 
 Doloženým autorem tohoto pozoruhodného kostela je architekt Marcantonio Canevalle.
- Praha–Nové Město, Schaffgotschovský palác, čp. 890-II, rozšíření po roce 1724.
 Formy úpravy připomínají tvorbu architekta Giovanni Battisty Alliprandiho. Santiniho autorství je ale nepravděpodobné, neboť stavebník získal poslední potřebné pozemky až v roce 1724.
- Praha–Staré Město, Generalát řádu křižovníků s červenou hvězdou, portál vstupu do suterénu, úprava před rokem 1731. 
 Pro křížovníky Santini nepracoval. Jedná se pravděpodobně o práci Kiliána Ignáce Dientzehofera, který některé santiniovské podněty dále propracovával ve svém pojetí.
- Praha–Staré Město, kostel svatého Havla – průčelí, novostavba 1722–1724. 
 Vrcholně barokní fasáda byla po důkladném rozboru slohu připsána staviteli karmelitánského staroměstského kláštera Pavlovi Ignáci Bayerovi.
- Praha–Staré Město, Trauttmansdorfský palác, čp. 159-I, přestavba před rokem 1726.
 Santiniovské motivy na této stavbě vzbuzují nemnohé pochyby a nedostačují pro připsání Santinimu.
- Praha–Staré Město, Pöttingský palác, čp. 186-I, úpravy a přístavba před rokem 1720 a kolem 1730.
 Vrcholně barokní fasáda je Santiniho pojetí cizí. Kompozice monumentálního vikýře jen připomíná ohlas jeho díla.
- Praha–Staré Město, palác hrabat Lažanských, čp. 241-I, přestavba kolem roku 1717. 
Autorem projektu je se vší pravděpodobností architekt Tomáš Haffenecker.
- Praha–Staré Město, Schönpflugovský dům. čp. 592-I, novostavba kolem roku 1725. 
Pozoruhodná stavba je velmi racionálně rozvržená, ale santiniovské prvky v průčelí jsou jen ohlasem na jeho umění.
- Příchovice, zámek, novostavba 1717–1719. 
Argumenty pro přiznání Santiniho autorství nejsou dostatečné. Obecně je stavba připisována architektu Jakubu Augustonovi.
- Přistoupim, fara, rok novostavby neurčen. 
Nízká kvalita i ráz stavby vylučují autorství Santiniho.
- Rabštejn nad Střelou, kostel P. Marie Sedmibolestné, novostavba 1766–1769. 
Pozoruhodná, ušlechtilá stavba je zařazována do tvorby architekta Anselma Luraga. Není bez zajímavosti, že provedení stavby po smrti projektanta konzultoval architekt a stavitel Eugon Kondel.
- Rabštejn nad Střelou, zámek, novostavba 1705.
Jednoduchá stavba postrádá santiniovské prvky.
- Rajhradice, sýpka, novostavba z roku 1718. 
Ač je Santiniho účast při stavbě monumentální budovy doložena, nenalézají se na ní žádné jeho charakteristické rysy.
- Rozsochatec, zámek, rok původní novostavby nezjištěn. 
Domněnka pro Santiniho autorství souvisí s jeho doloženým, nerealizovaným návrhem kaple Nejsvětější Trojice v Rozsochatci. Současná podoba z 19. století a dosud nenalezené žádné doklady ke stavbě nedovolují uvažovat o jeho autorství.
- Senožaty, kostel svatého Jana Nepomuckého, opravy v letech 1727–1728, 
 Velice jednoduchá stavba ničím nepřipomíná tvorbu Santiniho.
- Skála, kostel Nanebevzetí Panny Marie, novostavba do roku 1728. 
 Přestože se jedná o pozoruhodné dílo zasazené velmi vkusně nad malebnou obec, odborné posouzení se přiklání k autorství architekta Tomáše Haffeneckera.
- Slatina u Brna, kaple svatého Floriána, svatého Václava a svatého Leopolda. 
 Novostavba 1703 nevykazuje žádné santiniovské rysy.
- Smiřice, zámecký kostel Zjevení Páně, novostavba 1699–1711, 
 Archivní výzkumy doložily autorství Kryštofa Dientzenhofera.
- Svatá Hora u Příbrami, Pražský portál, novostavba 1702–1705. 
 Zajímavá řešení sice vzdáleně připomínají Santiniho tvorbu. Ten však nikdy pro jezuity nepracoval. V době vzniku působil na Svaté hoře architekt Pavel Ignác Bayer, který je pravděpodobně autorem.
- Svatá Hora u Příbrami, Březnický portál, novostavba 1707. 
 Ač nedoloženo, je autorství přisuzováno architektu Pavlu Ignáci Bayerovi.
- Telnice, kostel svatého Jana Křtitele, přestavba 1726–1729.
 Dle historika umění Zdeňka Kudělky jde o dílo neznámého architekta silně ovlivněného Kilianem Ignácem Dientzenhoferem.
- Teplá, úprava konventu kolem roku 1708.
 Historik umění Antonín Jirka připsal Santinimu autorství na základě chybného předpokladu.
- Trhové Sviny, kostel Nanebevzetí Panny Marie, úprava věže kolem roku 1705,
- Trhové Sviny, poutní kostel nejsvětější Trojice, novostavba 1705–1709. 
 Použité zjednodušené architektonické články u obou staveb necharakterizují Santiniho práci.
- Třemošnice, zámek, novostavba kolem roku 1740.
 Použité Santiniho tvary jsou zjednodušené, jde nejspíš o práci kutnohorského stavitele a architekta Jana Jakuba Voglera.
- Uhrov, kaple svatého Antonína Paduánského, novostavba kolem roku 1740.
 Volně stojící kaple si pro svůj vnější vzhled zasluhuje pozornost. Připomíná Santiniho stavby, ale řada řešení kolem oken nasvědčují, že jde o dílo jeho následovníka,
- Unhošť, kostel svatého Petra a Pavla, úpravy kolem roku 1715 a 1720.
 Pro české křižovníky ani pro Valdštejny, jímž patřila obec, Santini nepracoval. Historička umění Věra Naňková se k jeho autorství staví velmi zdrženlivě.
- Úterý, kostel svatého Václava, novostavba v letech 1744–1749.
Tento pozoruhodný kostel je jednoznačně ovlivněn tvorbou Kiliana Ignáce Dientzenhofera.
- Veliš, kaple Andělů strážných, novostavba kolem roku 1720.
 Velmi zajímavá drobná stavba s mnoha santiniovskými rysy, ty dokládají jen velmi zdařilou inspiraci. Autorem byl nejspíše architekt Filip Spannbrucker, jeho následovník, který velmi dobře znal Santiniho dílo.
- Velké Meziříčí, zámek, přestavba po roce 1723.
 Vliv Santiniho děl je zde nesporný. Odborné posouzení se přiklání pro některého z jeho napodobovatelů.
- Vojnův Městec, Panská hospoda, novostavba kolem roku 1740.
 Zajímavá stavba připomínající zámeček odpovídá pozdějšímu slohu.
- Všesulov, kostel svatého Martina, novostavba po roce 1720.
 Slohový rozbor určil za autora projektu architekta Tomáše Haffeneckera.
- Žďár nad Sázavou, kaple svaté Barbory při děkanském kostele svatého Prokopa, novostavba 1729.
 Patrné zjednodušení santiniovského řešení směřuje k přiznání autorství architekta a stavitele Františka Benedikta Klíčníka, který ve Žďáru působil po Santiniho smrti.
- Želiv, oprava konventu, v letech 1712–1713.
 Opravu provedl ještě před příchodem Santiniho klášterní stavitel Antonín Scotti.